# Ayesha Quraishi
Ayesha Quraishi, ofta bara kallad Ayesha, född 8 juli 1981 i Botswana, är en svensk rappare, musikartist, systemteoretiker och konstnärlig ledare. 
Ayesha föddes i Botswana som dotter till en indisk far och en botswansk mor, men växte upp i Hässelby i Stockholm.  
På 1990-talet började hon ägna sig åt musik. Den 29 september 2002 sjöng hon egna hiphoplåten "Number One" tillsammans med den 140 man starka orkestern World Peace Orchestra i Berwaldhallen. 29 maj 2003 släppte hon sin första singel "Ghetto Princess" där hon sjunger till Eric Steels musik. År 2004 gav hon ut albumet Jade Fever och startade det egna skivbolaget Aqueen Entertainment. 2007 kom albumet The Lobby. Hon har framträtt med bland andra Ohemma African Drum Orchestra och sjungit på en mängd olika scener. Vintern 2004 gjorde hon en turné i Sydafrika.
Hon medverkade i samtalspanelen i SVT:s program Studio Pop 2004 och filmen 165 Hässelby. Hon deltog tillsammans med Sona Jarjusey under namnet Kwanzaa i Melodifestivalen 2005. Duon framträdde i deltävlingen i Skellefteå med låten "Lovin' Your Feen" och kom där på åttonde plats. Sommaren 2006 var hon en av sommarvärdarna i Sveriges Radio P1. Sommaren 2007 ledde hon Sommartoppen tillsammans med Mogge "Masayah" Sseruwagi.
Hon är även känd som aktivist för fri musik och mänskliga rättigheter och arbetar via olika projekt och samarbeten för en förändring av världen, bland annat med Kungliga Konsthögskolan, Kungliga Musikhögskolan och Riksteatern. Sedan 2016 är hon en av två konstnärliga ledare för Kulturhuset Stadsteatern Vällingby, Stadsteaterns satellitscen och kulturverksamhet i Medborgarhuset Trappan i Vällingby.